# Vika Potočnik
Vika Potočnik (uradno Viktorija Potočnik), slovenska političarka, poslanka in pedagoginja, * 3. januar 1957, Bučkovci.

## Življenjepis
Leta 1989 je prejela naziv Slovenka leta.
Leta 1992 je bila izvoljena v 1. državni zbor Republike Slovenije; v tem mandatu je bila članica naslednjih delovnih teles:
- Komisija za žensko politiko (podpredsednica),
- Odbor za nadzor proračuna in drugih javnih financ,
- Odbor za obrambo in
- Odbor za spremljanje uresničevanja Resolucije o izhodiščih zasnove nacionalne varnosti Republike Slovenije.

Avgusta leta 1997 je bila na predčasnih volitvah izvoljena za županjo Ljubljane. Pol leta kasneje je v prvem krogu rednih lokalnih volitev prejela 53 % glasov in tako potrdila svoj županski mandat, ki se je iztekel leta 2002. Kasneje je bila mdr. direktorica Pionirskega doma v Ljubljaani.